# Naturbahnrodel-Junioreneuropameisterschaft 1983
Die 10. FIL-Naturbahnrodel-Junioreneuropameisterschaft fand vom 12. bis 13. Februar 1983 in Montreux in der Schweiz statt.

## Einsitzer Herren
| Platz | Name              | Zeit |
| ----- | ----------------- | ---- |
| 01    | Almir Betemps     | ?    |
| 02    | Andreas Jud       | ?    |
| 03    | Manfred Gräber    | ?    |
| 04    | Erhard Mahlknecht | ?    |
| 05    | Gerhard Pilz      | ?    |
| 06    | Robert Dorfmann   | ?    |
| 07    | Arnold Lunger     | ?    |
| 08    | Ezio Marlier      | ?    |
| 09    | Franz Obrist      | ?    |
| 10    | Bernhard Winkler  | ?    |

29 Rodler kamen in die Wertung.

## Einsitzer Damen
| Platz | Name                 | Zeit |
| ----- | -------------------- | ---- |
| 01    | Ida Huber            | ?    |
| 02    | Petra Leitinger      | ?    |
| 03    | Anita Blüm           | ?    |
| 04    | Lydia Schroll        | ?    |
| 05    | Irmgard Lanthaler    | ?    |
| 06    | Ingeborg Innerhofer  | ?    |
| 07    | Edeltraud Oberhammer | ?    |
| 08    | Helga Pichler        | ?    |
| 09    | Evi Pirhofer         | ?    |
| 10    | Karin Berni          | ?    |

15 Rodlerinnen kamen in die Wertung.

## Doppelsitzer
| Platz | Name                                   | Zeit |
| ----- | -------------------------------------- | ---- |
| 01    | Andreas Jud – Günther Steinhauser      | ?    |
| 02    | Almir Betemps – Corrado Herin          | ?    |
| 03    | Erhard Mahlknecht – Erwin Antholzer    | ?    |
| 04    | Gerhard Pilz – Harald Rabitsch         | ?    |
| 05    | Bernhard Winkler – Othmar Hofer junior | ?    |
| 06    | Manfred Gräber – Robert Dorfmann       | ?    |
| 07    | Gerhard Pichler – Sebastian Haider     | ?    |
| 08    | Hubert Tasser – Romed Stöckl           | ?    |
| 09    | Philippe Keck – Laurent Fesselet       | ?    |
| 10    | Simon Bernik – Rudi Bernik             | ?    |

Elf Doppelsitzer kamen in die Wertung.

## Medaillenspiegel
| Platz | Land       | Gold | Silber | Bronze | Gesamt |
| ----- | ---------- | ---- | ------ | ------ | ------ |
| 1.    | Italien    | 2    | 2      | 2      | 6      |
| 2.    | Österreich | 1    | 1      | 1      | 3      |